# 맥라렌 650S
맥라렌 650S(영어: McLaren 650S)는 2014년부터 2017년까지 맥라렌 오토모티브에서 생산했던 스포츠카이다.

## 사양 및 성능

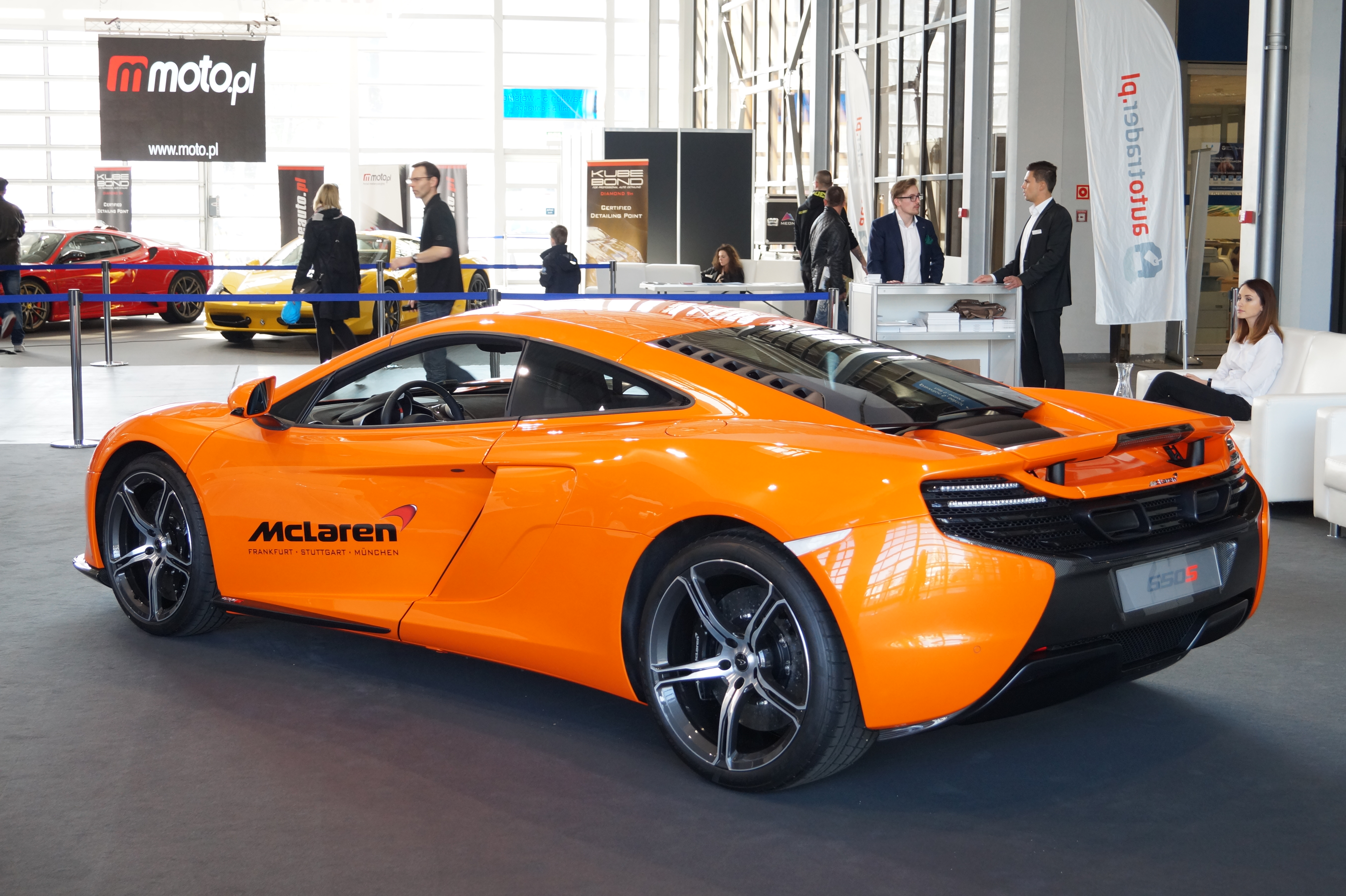
후면

맥라렌 12C의 선행 차량이며 P1에서 얻은 결과를 사용하여 자동차의 반응성과 집중도를 높였다. 처음에는 12C와 함께 제공되도록 설계되었지만 12C의 판매 감소로 인해 맥라렌 오토모티브는 650S를 대체품으로 마케팅했다.
최고 속도는 333 km/h (207 mph)이며 0–100 km/h (0–62 mph)의 가속 시간은 3.0초, 0–200 km/h (0–124 mph)의 가속 시간은 8.4초이다.

## 변형 차종

### 맥라렌 650S 스파이더
맥라렌 650S의 컨버터블 모델이다.
이 차량은 3초 만에 97 km/h (60 mph)까지 가속 할 수 있으며 최고 속도는 328 km/h (204 mph)이다.

### 맥라렌 650S GT3

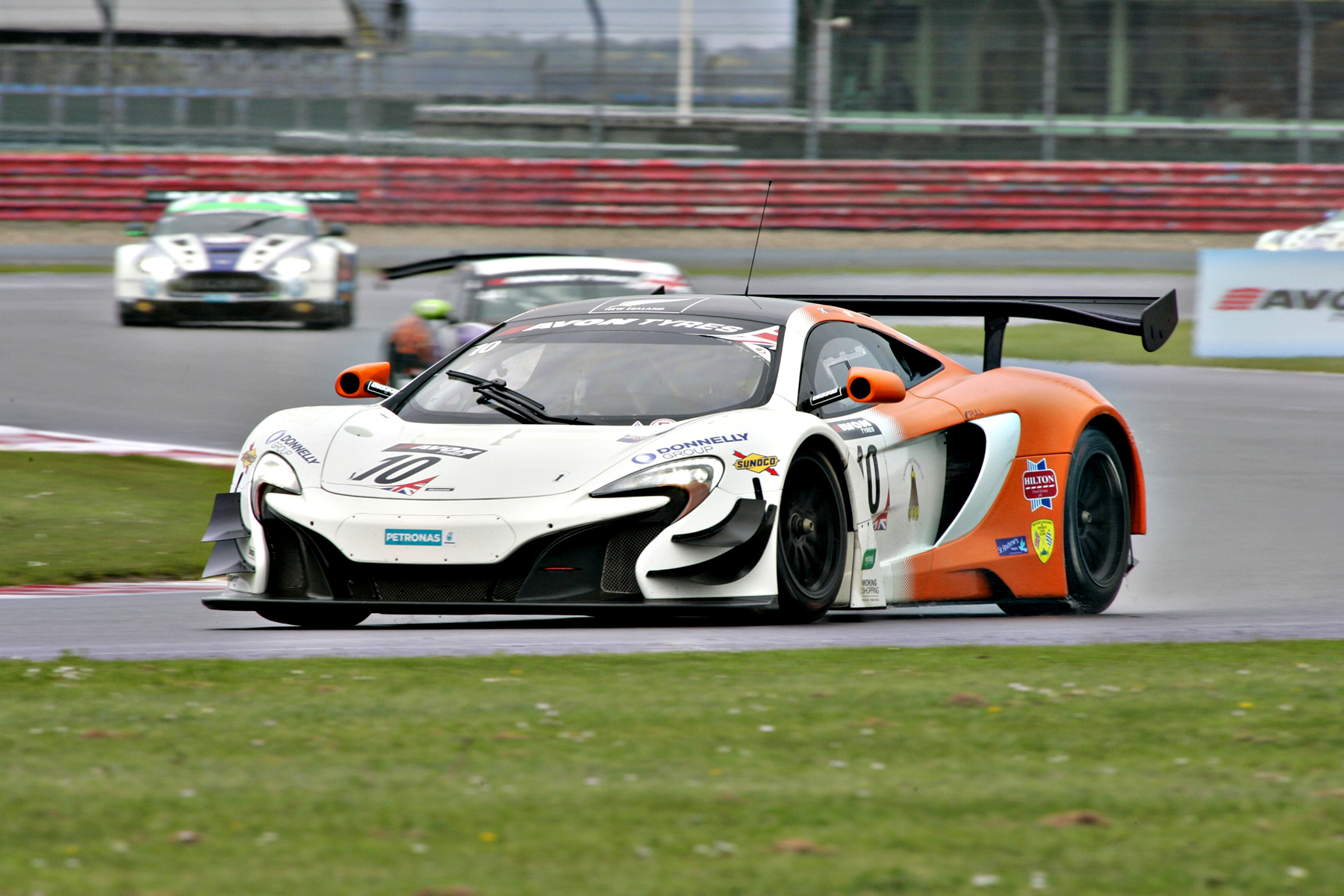
맥라렌 650S GT3

맥라렌 650S의 레이스 카 모델이다.

### 맥라렌 625C
2014년 9월 맥라렌 오토모티브는 쿠페 및 로드스터 차체 스타일로 제공되고 남아시아 태평양 지역의 특정 시장을 겨냥한 625C를 출시하였다. 여기서 모델 C는 극단적인 특성을 암시하는 클럽을 의미한다.

### 맥라렌 650S 르망 (2015년, 2016년)

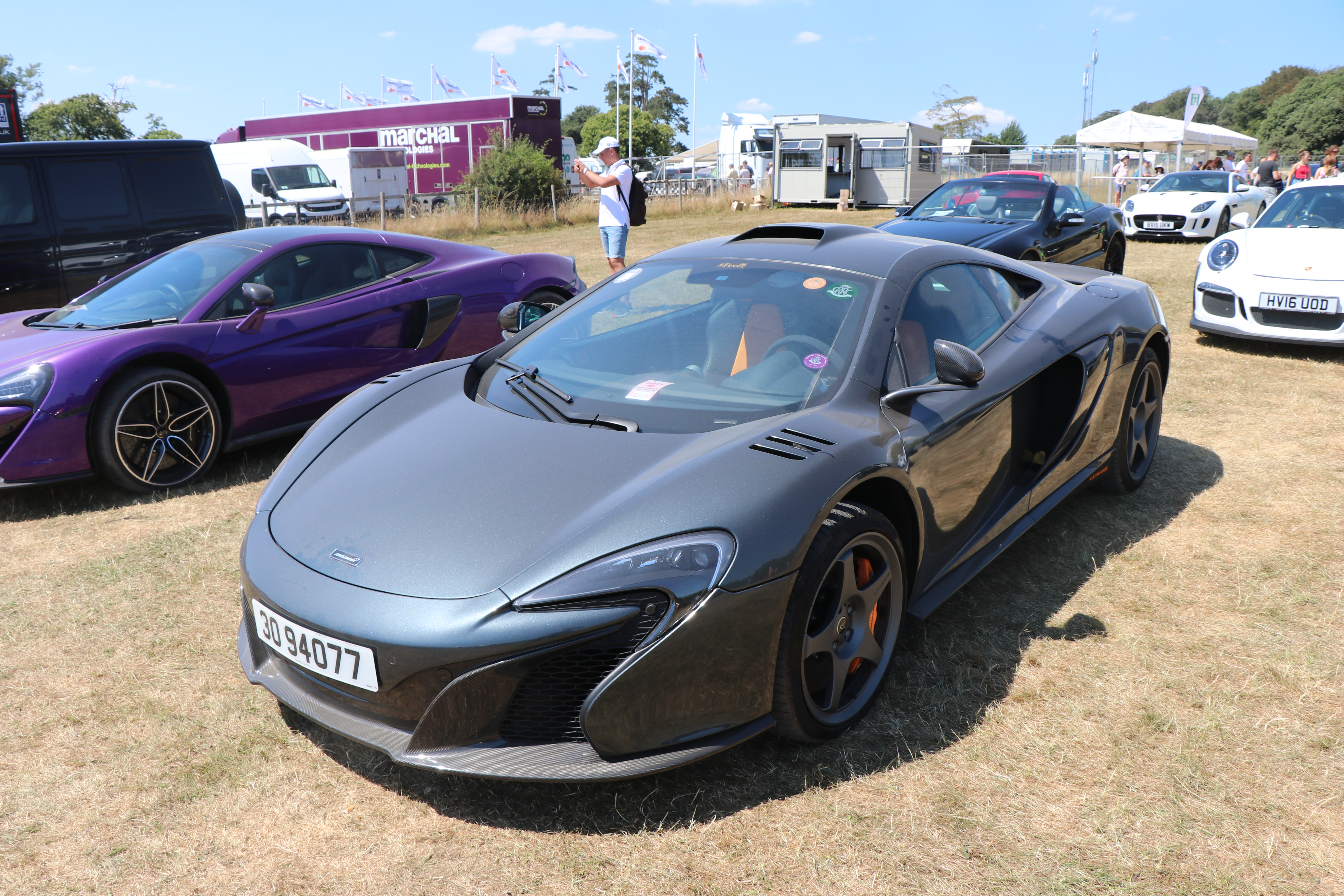
650S 르망

맥라렌 650S 르망은 1995년 르망 24시 레이스에서 맥라렌의 첫 번째 우승을 기념하기 위해 2015년 초에 공개되었다. 이 차는 맥라렌의 이 중요한 우승 이후 20주년을 기념한다. GTR은 1위, 3위, 4위, 5위 및 13위를 차지하였다.
맥라렌 특수 생산부서에서 개발한 650S 르망은 모두 쿠페 변형으로 50대만 존재하다. 1995년 르망에서 우승한 No.59 맥라렌 F1 GTR에서 영감을 받았다. 따라서 650S 르망은 메탈릭 사르트 그레이 외장 색상으로 마감되고 '르망 에디션' 경량 휠이 장착되어 있다. 엔트리 650S 모델의 다른 독특한 특징으로는 기능적인 루프 장착형 엔진 인덕션 '스노클링'과 프론트 윙의 미묘한 루브르가 있다.

### 맥라렌 650S Can-Am (2015년, 2016년)
2016년에 만들어진  Can-Am 레이싱 시리즈를 기념하기 위한 컨버터블 스페셜 에디션이다. 50대 한정 생산으로 역시 MSO 에서 개발된 모델이다. can-am 시리즈는 맥라렌의 창립자인 Bruce McLaren의 목숨을 가져간 레이싱 시리즈이기도 하다.

### 맥라렌 675LT

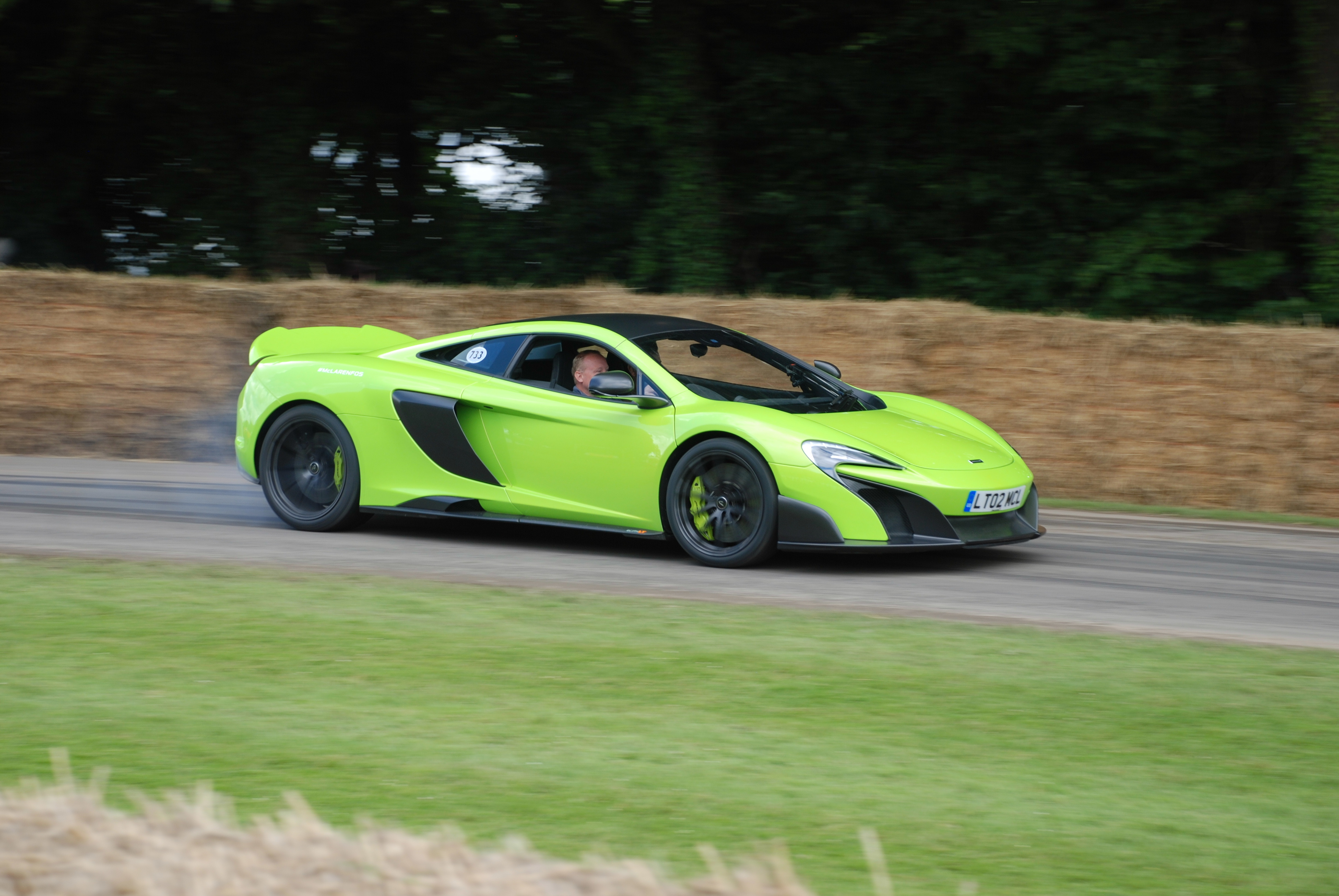
맥라렌 675LT

2015년 제네바 모터쇼에서 공개되었다.맥라렌 600LT, 맥라렌 765LT와 더불어 롱테일(영어: Long Tail→긴 꼬리)이라는 이름을 가진 유일한 차량이다.
차체는 650S와 마찬가지로 675LT는 무게가 75 kg (165 lb)인 일체형 탄소 섬유 모노 셀을 사용하며, 무게를 더욱 최소화하고 강성을 높이기 위해 차량에서 탄소 섬유 사용을 확장하였다.

### 맥라렌 675LT 스파이더

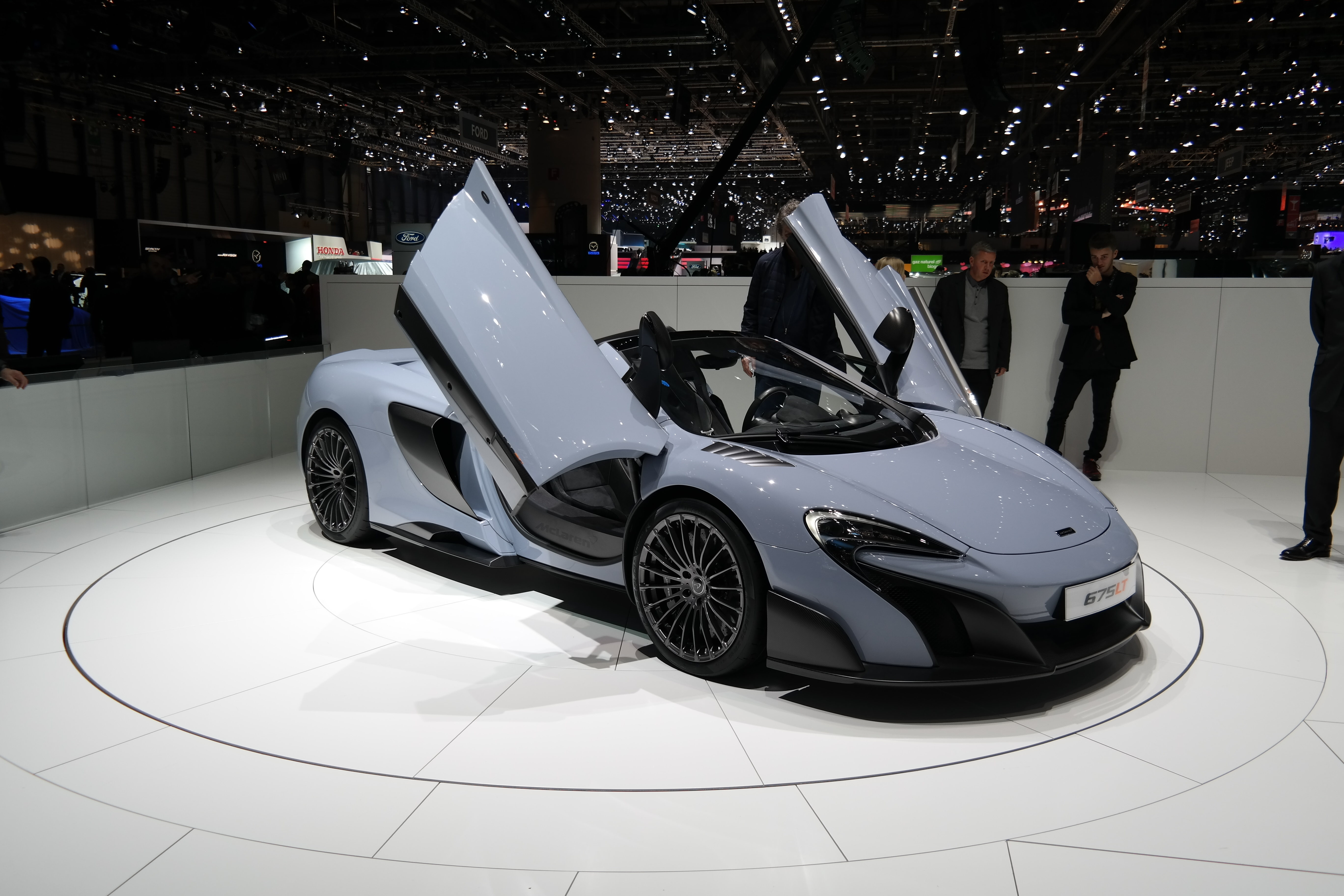
2016 제네바 모터쇼에 등장한 675LT 스파이더

675LT의 컨버터블 모델은 2015년 12월에 온라인으로 공개되었다. 이 차량은 쿠페와 동일한 675PS (496kW; 666bhp), 3.8 리터 트윈 터보 차저 V8 엔진을 공유하지만 650S에서 볼 수 있는 접이식 하드탑 루프가 있다. 0–100 km/h (0–62 mph)에서 2.9초, 0–200 km/h (0–124 mph)에서 8.1초 만에 가속할 수 있으며 최고 속도는 327 km/h (203 mph)로 약간 감소하였다.생산대수는 총 500대이다.

## 게임에서의 등장
- 로블록스
- 빔엔지.드라이브
- 아스팔트 8: 에어본 - 650S GT3, 675LT
- 아스팔트 9: 레전드 - 650S GT3
- 포르자 호라이즌 4
- GTA